# ريتشارد بليس
ريتشارد بليس (بالإنجليزية: Richard Blais)‏ هو طاهي أمريكي، ولد في 19 فبراير 1972 في يونيوندايل في الولايات المتحدة.

## وصلات خارجية
- الموقع الرسمي